# The Mysterious Planet
A The Mysterious Planet a Doctor Who sorozat 144. része, amit 1986. szeptember 6. és 27. között mutatott be a BBC1.
Ez a The Trial of a Time Lord (Egy Idő Lord tárgyalása) ív első "felvonása".

## Történet
A Doktor és Peri a Ravalox bolygón landol, a Földhöz nagyon hasonló, de primitívnek tűnő világon. Különféle törzsek élnek a bolygón. Egy támadás elől egy alagútba menekülnek. A Doktor egy lerombolt metróállomásra bukkan, ami pont olyan, mint a londoni Marble Arch állomás. Miféle robotok rejtőznek a föld alatt, s mi az a "fekete fény" generátor, aminek megsemmisítésében a Doktor segít az embereknek? Vajon a Ravalox azonos-e a Földdel?

## Epizódlista
| #  | Bemutató napja       | Hossza | Nézők száma (millió) |
| -- | -------------------- | ------ | -------------------- |
| 1. | 1986. szeptember 6.  | 24:57  | 4.9                  |
| 2. | 1986. szeptember 13. | 24:44  | 4.9                  |
| 3. | 1986. szeptember 20. | 24:18  | 3.9                  |
| 4. | 1986. szeptember 27. | 24:20  | 3.7                  |

## Produkció

### Előkészületek
1985 februárjában a BBC bejelentette, hogy a tervezett huszonharmadik Doctor Who évadot törölték. Ennek következtében a sajtó és a Doctor Who rajongók (beleértve a Doctor in Distress című jótékonysági lemezt) tiltakoztak ellene. Majd a BBC bejelentette, hogy a sorozatot csak szünetre küldték, és 1986 szeptemberében fog visszatérni. Számos történetet írtak az eredeti 23. évadba, de végül az egészet próbajelleggel áttértek egy átfogó témára.
Ez volt az utolsó teljes Doctor Who történet, amit Robert Holmes írt. A történet hasonló volt az első történetéhez, amit ő írt (The Krotons). Mindkét történetben az volt a közös, hogy egy idegen gép leigáz egy idegen civilizációt, és arra kényszeríti a legtehetségesebb fiatalokat, hogy őket szolgálják.

### Forgatás
A rész elején megjelenő Idő Lord Űrállomás, ahol volt a tárgyalás az évad során, az a legdrágább modell, amit a sorozat eredeti évadjaiban használták (több mint 8000 font). A sorozatban az Idő Lord Űrállomást keringve ábrázolták, majd belehúzták a Doktor TARDIS-át, ábrázolván a vonósugarat.
Ettől kezdve a sorozat részeit az Outside Broadcast-tal (OB) vették fel a 16 mm-es film helyett. Ez a gyakorlat folytatódik a többi klasszikus évad során. Az egyetlen speciális effektus a részben a rész elején, mikor érkezik meg a Doktor TARDIS-a az űrállomásra. A BBC az 1980-as években cserélte a kameráit OB-re, mert egyrészt olcsóbbak, és jobb anyagot tudtak vele felvenni a stúdiókban. A producer John Nathan-Turner valóban le akarta cserélni a kamerákat Peter Davidson első évadjánál (1982), de nem sikerült a rendezők miatt.
Rober Brierley, aki Drathro-nak adta a hangját, eredetileg robot ruhát kellett viselni, és fizikailag játszani a szerepet, de kiderült, hogy a ruha nem illik a méretéhez. Ezért a speciális effektek asszisztense, Paul McGuinness, aki segített megtervezni a ruhát, hívták, hogy játssza el fizikailag Drathro szerepét, míg Brierley csak adta a hangot.

### Utómunkák
Dominic Glynn vette fel a rész zenéjét, és John Nathan-Turner ajánlotta fel neki a lehetőséget, hogy újrahangszerelhesse a sorozat főcímzenéjét. Ez a főcímzene lett a sorozat legrövidebb ideig, mert csak ebben az évadban használhatták (hacsak számítjuk bele az 1973-ban két epizód erejéig használt zenét, amit Delia Derbyshire és Paddy Kingsland készített el).

### Szerep jegyzetek
Tom Chadbon, aki játszotta Merdeen-t, korábban megjelent az 1979-ben bemutatott City of Death című részben.

## Könyvkiadás
A könyvváltozatát írta Terrance Dicks, és 1988. április 21-én adta ki a Target könyvkiadó.

## Otthoni kiadás
- VHS-en 1993 októberében jelent meg a The Trial of a Time Lord című dobozban, az évad többi részével.
- DVD-n 2008. szeptember 29-én adták ki a történetet az évad másik három részével együtt.

### Fordítás
- Ez a szócikk részben vagy egészben  a   The_Mysterious_Planet című angol Wikipédia-szócikk fordításán alapul.  Az eredeti cikk szerkesztőit annak laptörténete sorolja fel. Ez a jelzés csupán a megfogalmazás eredetét és a szerzői jogokat jelzi, nem szolgál a cikkben szereplő információk forrásmegjelöléseként.